# Hicham Diddou
Hicham Diddou (arabisch هشام ديدو, * 3. März 1974) ist ein ehemaliger marokkanischer Skirennläufer und Olympiateilnehmer, der sich auf den Slalom spezialisiert hatte.

## Karriere
Hicham Diddou startete bei den Olympischen Winterspielen 1992 im französischen Albertville für Marokko und trat im Slalom an. Bei dem vom Norweger Finn Christian Jagge gewonnenen Wettbewerb schied Diddou im zweiten Durchgang aus.

## Erfolge

### Olympische Winterspiele
- Albertville 1992: DNF2 im Slalom